# さいたま市立道祖土小学校
さいたま市立道祖土小学校（さいたましりつ さいどしょうがっこう）は、埼玉県さいたま市緑区道祖土一丁目にある公立小学校。

## 規模
2024年4月時点で、児童数991名、33学級。
校庭が2つある。

## 沿革
- 1975年（昭和50年）4月1日 - 浦和市立木崎小学校（現・さいたま市立木崎小学校）、浦和市立原山小学校（現・さいたま市立原山小学校）、浦和市立大東小学校（現・さいたま市立大東小学校）の児童数増加に伴い、浦和市立道祖土小学校として開校[2][3]。
- 2001年（平成13年）5月1日 - 浦和市・大宮市・与野市が合併し、さいたま市が発足。さいたま市立道祖土小学校に改称[3]。

## 学区
- 浦和区
  - 瀬ヶ崎一丁目、瀬ヶ崎二丁目（1番 - 4番・13番 - 16番）、瀬ヶ崎三丁目（1番・9番 - 16番）、瀬ヶ崎四丁目、瀬ヶ崎五丁目
  - 駒場二丁目
- 緑区
  - 原山二丁目、原山三丁目
  - 道祖土一丁目、道祖土三丁目、道祖土四丁目

## 交通
東日本旅客鉄道（JR東日本）京浜東北線の北浦和駅から東武バス市立病院行きに乗車、「市営アパート前」で下車。

## 著名な出身者
- 伊藤敦樹（サッカー選手）
- 岡本拓也（サッカー選手）
- 中村隼（サッカー選手）
- 石井裕也（映画監督）
- 小袋成彬（ミュージシャン）